# Haplidia preissi
Haplidia preissi är en skalbaggsart som beskrevs av Keith 2000. Haplidia preissi ingår i släktet Haplidia och familjen Melolonthidae. Inga underarter finns listade i Catalogue of Life.